# Курицыны
Курицыны — старинный русский боярский и дворянский род.
Ветвь Ратшичей -  Акинфовичей, внесены в Бархатную книгу (Первая книга). Григорий Романович Курица Каменский (VIII колено от Ратши), боярин инокини Марфы (матери Ивана III), воевода. Родственники Рюриковичей по линии Михаила Черниговского, женаты на княжнах Оболенских, Оболенских-Стригиных. Некоторые представители рода были боярами и дьяками, и Первыми Дьяками Государева Двора Ивана III: находясь на государевой службе вместе с боярином Челядиным, Головиным, Бестужевым, Кутузовым.
- Иван Курицын по прозвищу Волк (казнён 27 декабря 1504) — дьяк и дипломат на службе царя Ивана III, его потомки писались Волковыми;
- Фёдор Курицын (ум. после 1500) — русский государственный деятель, дипломат, думный дьяк, писатель.
  - Афанасий Фёдорович — государственный деятель и дипломат при Великом московском князе Василии III и его сыне Иване IV;

Иван Большой Аминь Волков-Курицын (X колено от Ратши) — родоначальник Аминевых.